# Hadena fasciata
Hadena fasciata là một loài bướm đêm trong họ Noctuidae.